# Jay Leyda
Jay Leyda, né le 12 février 1910 à Détroit et mort le 15 février 1988 à New York, est un réalisateur de films d'avant-garde et un historien du cinéma américain. Il est connu pour ses travaux sur les cinémas américain, soviétique et chinois, ainsi que pour sa collection de documents sur Herman Melville et Emily Dickinson.
Il a été membre du jury du Festival de Venise en 1965.

## Biographie
Jay Leyda nait le 12 février 1910 à Détroit, Michigan. Il était membre de la Workers Film and Photo League au début des années 1930. En 1933, il se rend en Union soviétique pour étudier le cinéma à l'Institut national de la cinématographie de Moscou, sous la direction de Sergueï Eisenstein. Il a participé au tournage du Pré de Béjine, film d'Eisenstein resté inachevé (1935-1937). À son retour aux États-Unis en 1936, il devient conservateur du département cinéma au Musée d'Art moderne de New York. Dans les années 1940, il traduisit les écrits d'Eisenstein.
Son Journal de Melville (1951) est une compilation de documents qu'il avait minutieusement rassemblés sur la vie d'Herman Melville.
Leyda a été invité en 1959 à travailler à la Cinémathèque de Pékin, où il est resté jusqu'en 1964. Son récit de l'histoire du cinéma chinois, Dianying, fut la première étude complète sur ce sujet à paraître en anglais.
Il a enseigné à l’Université de New York de 1973 à sa mort. Il a été professeur et conseiller de thèse pour les historiens du cinéma Charles Harpole (en) (auteur du livre en dix volumes History of American Cinema, consacré à Leyda), Tom Gunning et Charles Musser (en). Son livre Eisenstein au travail, coécrit en collaboration avec Zina Voynow et le Comité Eisenstein de Moscou consacré à son maître sortira en 1980. En 1981, il a été membre du jury du 12e Festival international du film de Moscou.
Il meurt à New York le 15 février 1988, d’une insuffisance cardiaque.

## Vie privée
La femme de Leyda, Si-lan Chen, une danseuse de ballet de renommée internationale, est la fille d’Eugène Chen, proche collaborateur de Sun Yat-sen.

## Filmographie
- 1931 : A Bronx morning (11 min 14 s)
- 1937 : People of the Cumberland